# Plaza del Mercado Chico
La plaza del Mercado Chico (piazza del Mercato Piccolo) è la piazza principale di Avila ed è situata nel centro della città, dentro le mura. È una piazza rettangolare con portici in tre dei suoi lati. Orientata nell'asse NE-SO, con il Municipio nel lato NE e la chiesa di San Giovanni Battista nel lato senza portici.

## Situazione
La piazza del Mercado Chico si trova nella zona centrale della città, circondata dalla piazza di Zurraquín e dalla strada del Marchese di Benavites a nord, dal mercato di Abastos a est, e dalla chiesa di San Giovanni a sud. Nascono in questa piazza le strade della Rivolta dei comuneros di Castiglia e dei Re Cattolici a est, dei Cavalieri a sud, e di Vallespín ad ovest. Tra le due ultime si aprono le scale che danno accesso alla strada Sancho Dávila.

## Storia
Alcuni autori considerano che potrebbe essere stata l'incrocio tra il decumano e il cardo della città romana. La prima piazza sulla quale si hanno notizie è di epoca medioevale, probabilmente porticata. Negli edifici della piazza si riunivano le diverse corporazioni, dando luogo a strade con nomi come «Pescadería», «Alhatería», «Zapateros», «Carnicerías» o «Cuchillería». A partire dal XVIII secolo si realizzarono diversi progetti di rinnovo della piazza, che non giunsero mai a conclusione.

## Configurazione
La sua configurazione odierna data dal XIX secolo e risponde a un progetto neoclassico di Juan Antonio Corvo salvo la Casa Consistorial che è opera di Ildefonso Vázquez di Zúñiga. Gli edifici ai lati della piazza presentano tre piani: un primo di archi semicircolari su pilastri e due superiori nei quali predomina il mattone. La facciata del Municipio, principalmente in granito, consta di un primo livello di portici, un piano nobile con balconata e un livello superiore con due torri.

## Denominazioni
Anche se nel passato era chiamata così, e anche se nella tradizione orale degli abitanti del luogo è sempre stato presente il nome di Mercado Chico, la sua odierna denominazione data dagli inizii del XXI secolo. Nel XV secolo ci sono riferimenti a questa piazza come di San Giovanni, senza specificare se si trattasse di questa o di quella che si apre ad ovest della chiesa di San Giovanni, dunque anche in quel secolo era chiamata del Mercado Chico.
Durante i secoli seguenti continuò a chiamarsi del Mercado Chico, e c'era una fontana, una pesa pubblica e locande intorno, oltre ad essere chiusa nei giorni festivi. A partire dal 1812, dopo l'approvazione della Pepa, si chiamò «piazza della Costituzione». Per dodici anni mantenne questo nome, finché con la dittatura di Primo de Rivera cambiò di nuovo, questa volta in «piazza della Religione e del Re». Non è chiaro in che momento cambiò di nuovo il nome, ma si sa che all'inizio della Guerra civile spagnola cambiò il nome da «piazza Reale» a «piazza della Costituzione». Finita la guerra, nel 1939, tornò a chiamarsi «piazza della Vittoria». L'ultimo cambio avvenne il 30 marzo 2001, venendo rinominata, come alle sue origini, del Mercado Chico.